# Okrouhlík (Slatina)
Okrouhlík je kopec s nadmořskou výškou 467 m, který se nachází u obce Výškovice na katastru obce Slatina v okrese Nový Jičín v Moravskoslezském kraji. Kopec patří do Těškovické pahorkatiny (části Vítkovské vrchoviny pohoří Nízký Jeseník). U kopce se nachází rozhledna Slatina a také odpočívka a vyhlídkové místo. Vrchol kopce je dobře přístupný ze silnice z Výškovic do Slatiny a vede k němu také cyklostezka.
Kopec Okrouhlík obtéká potok Břízka (přítok Bílovky), potok Jamník (přítok Seziny) a potok Setina.